# Berzeliit
Das Mineral Berzeliit ist ein sehr seltenes Arsenat aus der Granatgruppe und hat die Endgliedzusammensetzung Ca2+2Na+Mg2+2As5+3O12. Es kristallisiert im kubischen Kristallsystem mit der Struktur von Granat.
Berzeliit tritt in Form wachsglänzender, derber Massen und Krusten oder meist xenomorpher Kristalle von selten über einem Millimeter Größe auf. Die Farbe variiert mit zunehmenden Mangangehalten von farblos über gelb, orange bis bräunlich.
Gebildet wird Berzeliit bei der Kontaktmetamorphose von karbonatischen Sedimenten durch granitische bis dioritische Magmen. Die Typlokalität ist die extrem mineralreiche Eisen-, Mangan- und Skarnlagerstätte Långban in der Gemeinde Filipstad, Provinz Värmlands län, Schweden.

## Etymologie und Geschichte

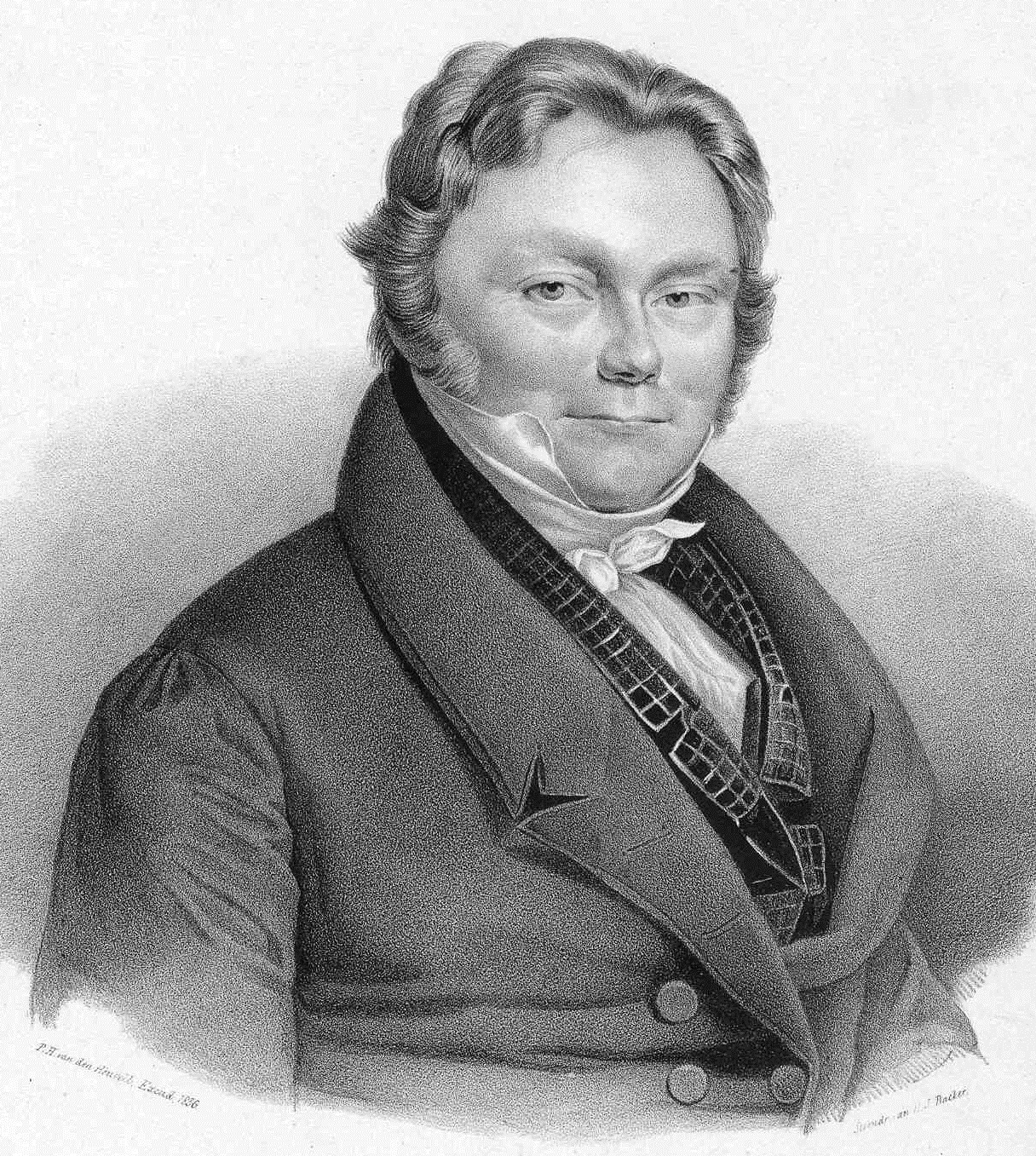
Jöns Jakob Berzelius entdeckte nicht nur das Element Selen, sondern charakterisierte auch als Erster den später nach ihm benannten Berzelianit von Skrikerum als Kupferselenid.

Die erste Beschreibung dieses neuartigen Arsenats aus Långban (Langbanshytta) gab Professor O. B. Kühn aus Leipzig im Jahr 1840. Er bestimmte die Zusammensetzung nicht ganz korrekt mit (Ca, Mg, Mn)3As2O8 und benannte das Mineral nach dem schwedischen Mediziner und Chemiker Jöns Jakob Berzelius Berzeliit. Damit war Berzeliit das zweite Mineral, das nach dem berühmten Chemiker benannt worden war. Bereits 1832 benannte François Sulpice Beudant das zuvor von ihm beschriebene séleniure de cuivre in Berzelin um. 1850 wurde der Name Berzelin von James Dwight Dana erneut geändert in Berzelianit.
Offenbar war die Wahl des Namens Berzeliit nicht unumstritten
 Diesen Vorschlag habe ich gethan, nicht aus gemeiner Schmeichelei, die mir von Herzensgrunde verhaßt ist, sondern durchdrungen von wahrer, aufrichtiger, aber nicht blinder Hochachtung und Verehrung für B e r z e l i u s;
und hatte sich wegen persönlicher Probleme um einige Jahre verzögert:
Wenn ich jetzt erst mit der gegenwärtigen Mittheilung hervortrete, so habe ich nur die mich niederdrückenden ungünstigen Verhältnisse zu beklagen, welche die Beschleunigung und Vollendung einer ziemlich ausgedehnten Reihe von Untersuchungen von Mineralkörpern, in welcher der Berzeliit einen Theil bildete, bisher verhindert haben...
Die Struktur bestimmte der österreichische Mineraloge Felix Machatschki 90 Jahre später während seines Aufenthaltes in Göttingen. Er konnte zeigen, dass Natrium ein essentieller Bestandteil von Berzeliit ist, Berzeliit mit der Struktur von Granat kristallisiert und leitete daraus die korrekte Zusammensetzung ab: Ca2+2Na+Mg2+2As5+3O12.
Noch im gleichen Jahr wurde Machatschki als Professor an die Universität Tübingen berufen, wo er 1935 mit Wolfgang Bubeck den endgültigen Beleg für die Isotypie von Berzeliit und Granat erbrachte. Es war der erste Beleg einer Isotypie eines Arsenats mit einer Silikatstruktur überhaupt.
Die ersten Synthesen erfolgten 1968 von Jun Ito vom Department of Geological Sciences der Harvard University in Cambridge (Massachusetts). Er konnte zeigen, dass Berzeliit und sein Manganäquivalent (Manganberzeliit) lückenlos mischbar und bei Temperaturen oberhalb 550 °C (1,5 kbar) nicht mehr stabil sind.
Khorari und Mitarbeiter konnten 1995 mit weiteren Untersuchungen an synthetischen Arsenatgranaten zeigen, dass Berzeliit polymorph ist und bei hohen Temperaturen in die Struktur von Alluaudit übergeht.

## Klassifikation
Die aktuelle Klassifikation der International Mineralogical Association (IMA) zählt den Berzeliit zur Granat-Obergruppe, wo er zusammen mit Manganberzeliit, Palenzonait und Schäferit die Berzeliitgruppe mit 15 positiven Ladungen auf der tetraedrisch koordinierten Gitterposition bildet.
In der veralteten 8. Auflage der Mineralsystematik nach Strunz gehörte der Berzeliit zur Mineralklasse der „Phosphate, Arsenate, Vanadate“ und dort zur Abteilung „Wasserfreie Phosphate, Arsenate und Vanadate ohne fremde Anionen“, wo er gemeinsam mit Griphit und Manganberzeliit in der „Berzeliit-Reihe“ mit der Systemnummer VII/A.07 steht.
In der zuletzt 2018 überarbeiteten Lapis-Systematik nach Stefan Weiß, die formal auf der alten Systematik von Karl Hugo Strunz in der 8. Auflage basiert, erhielt das Mineral die System- und Mineralnummer VII/A.08-030. Dies entspricht der Klasse der „Phosphate, Arsenate und Vanadate“ und dort der Abteilung „Wasserfreie Phosphate [PO4]3−, ohne fremde Anionen“, wo Berzeliit zusammen mit Chladniit, Fillowit, Galileiit, Johnsomervilleit, Manganberzeliit, Palenzonait, Schäferit, Stornesit-(Y) und Xenophyllit eine unbenannte Gruppe mit der Systemnummer VII/A.08 bildet.
Die von der International Mineralogical Association (IMA) zuletzt 2009 aktualisierte 9. Auflage der Strunz’schen Mineralsystematik ordnet den Berzeliit in die Klasse der „Phosphate, Arsenate und Vanadate“ und dort in die Abteilung „Phosphate usw. ohne zusätzliche Anionen; ohne H2O“ ein. Hier ist das Mineral in der Unterabteilung „Mit mittelgroßen und großen Kationen“ zu finden, wo es zusammen mit Manganberzeliit, Palenzonait und Schäferit die „Berzeliitgruppe“ mit der Systemnummer 8.AC.25 bildet.
In der vorwiegend im englischen Sprachraum gebräuchlichen Systematik der Minerale nach Dana hat Berzeliit die System- und Mineralnummer 38.02.01.01. Das entspricht der Klasse der „Phosphate, Arsenate und Vanadate“ und dort der Abteilung „Wasserfreie Phosphate etc.“. Hier findet er sich innerhalb der Unterabteilung „Wasserfreie Phosphate etc., (A+B2+)5(XO4)3“ in der „Berzeliitgruppe“, in der auch Manganberzeliit, Palenzonait und Schäferit eingeordnet sind.

## Chemismus
Berzeliit mit der Endgliedzusammensetzung [X](Na+Ca2+2)[Y]Mg2+2[Z]As5+3O12 ist das Magnesium-Analog von Manganberzeliit ([X](Na+Ca2+2)[Y]Mn2+2[Z]As5+3O12) bzw. das Arsen-Analog von Schäferit ([X](Na+Ca2+2)[Y]Mg2+2[Z]V5+3O12). In den eckigen Klammern ist die Position der Kationen in der Granatstruktur angegeben.
Für Berzeliit aus der Typlokalität wird folgende empirische Zusammensetzung angegeben:
- [X](Ca2+2,13Na+0,90)[Y](Mg2+1,68Mn2+0,29)[Z](As5+2,89V5+0,02P5+0,02Si4+0,07)O12[5]

Die einzige bedeutende Abweichung von der idealen Zusammensetzung ist der Ersatz von Magnesium durch Mangan auf der oktaedrisch koordinierten Y-Position, entsprechend der Austauschreaktion
- [Y]Mg2+ = [Y]Mn2+

Es besteht eine vollständige Austauschbarkeit von Mg und Mn auf dieser Position.
Die Calciumgehalte auf der X-Position können etwas über den maximal für Granate dieser Gruppe zu erwartenden Wert von zwei Ca2+ liegen. Der Ladungsausgleich erfolgt durch Si4+-Einbau auf der Tetraederposition entsprechend einer Austauschreaktion
- [X]Na+ + [Z]As5+ = [X]Ca2+ + [Z]Si4+[5]

## Kristallstruktur
Berzeliit kristallisiert mit kubischer Symmetrie in der Raumgruppe Ia3d (Raumgruppen-Nr. 230) mit 8 Formeleinheiten pro Elementarzelle. Der natürliche Mischkristall aus der Typlokalität hat dem Gitterparameter a = 12,3450 Å. Der Gitterparameter von synthetischem, reinem Berzeliit ist geringfügig kleiner: a = 12,33 Å.
Die Struktur ist die von Granat. Natrium (Na+) und Calcium (Ca2+) besetzten die dodekaedrisch von 8 Sauerstoffionen umgebene X-Position, Magnesium (Mg2+) die oktaedrisch von 6 Sauerstoffionen umgebene Y-Position und die tetraedrisch von 4 Sauerstoffionen umgebenen Z-Position ist ausschließlich mit Arsen (As5+) besetzt.

## Bildung und Fundorte

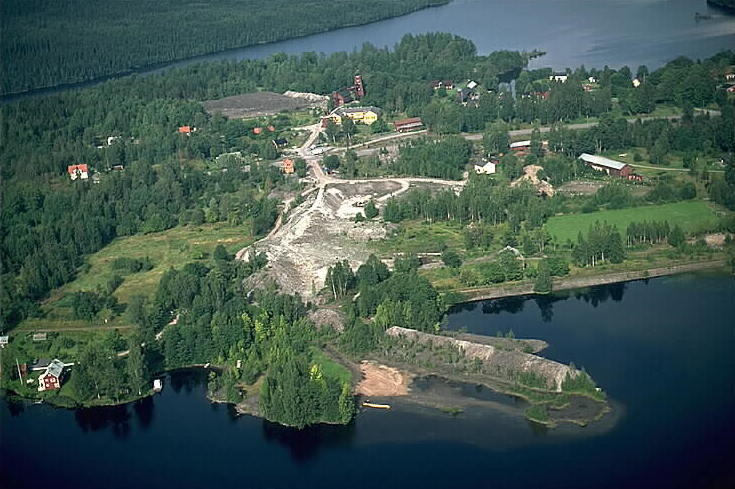
Långban

Berzeliit bildet sich bei der Metamorphose von Eisen-Manganlagerstätten bei niedrigen Temperaturen von vermutlich unter 300 °C.
Die Typlokalität ist die Eisen-Mangan-Skarnlagerstätte Långban in der Gemeinde Filipstad, Provinz Värmlands län, Schweden. Berzeliit tritt hier in manganreichen Skarnen zusammen mit Calcit und Hausmannit auf, Dolomit und Jakobsit oder seltener auch mit Magnetit oder Richterit. Diese extrem mineralreiche Manganlagerstätte ist Typlokalität von über 70 weiteren, meist sehr seltenen Minerale.
Ein weiteres, ähnliches Vorkommen in Schweden ist die Sjögruvan Mine bei Grythyttan in der Gemeinde Hällefors, ebenfalls Provinz Örebro län, Sweden.
In Italien findet sich Berzeliit in den metamorphen Manganlagerstätten der Provinz Cuneo im Piemont. In der Montaldo Mine bei Borgata Oberti im Corsaglia Tal in der Gemeinde Montaldo di Mondovì tritt Berzeliit eingewachsen in Calcit auf, begleitet von Quarz und Hämatit. Auch in der Valletta Mine im Miara Tal in der Gemeinde Canosio wurde Berzeliit auf Halden gefunden.
In der Schweiz wurde Berzeliit auf den Halden des Bergwerks von Falotta in der Gemeinde Surses im Albulatal, Graubünden gefunden.

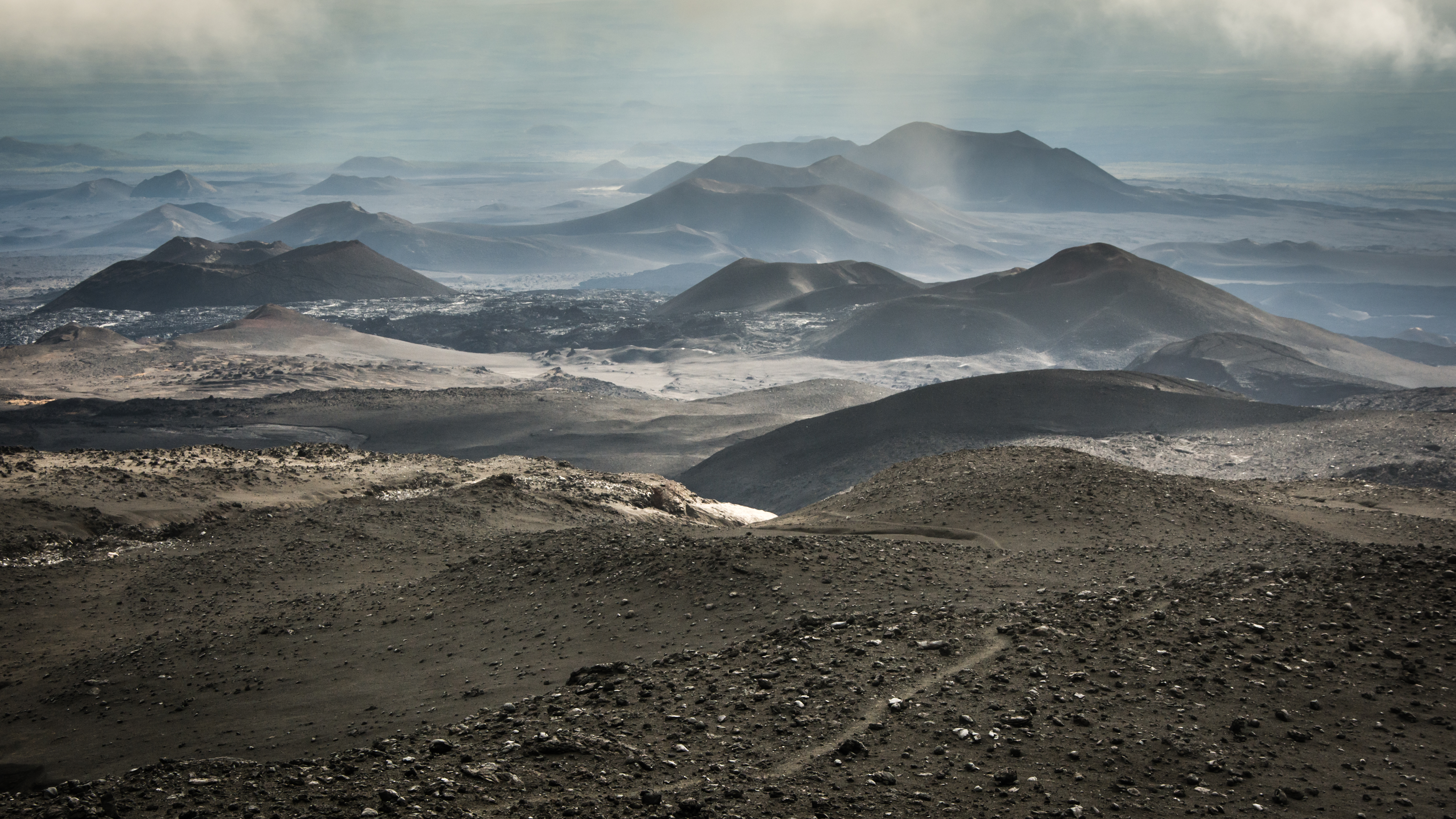
Schlackenkegel am Fuße des Vulkans Tolbachik (Kamchatka, Russia)

Vulkanisch-exhalative Bildung von Berzeliit wurde am nördlichen Durchbruch der "Great Fissure eruption" des Vulkans Tolbatschik in der Region Kamtschatka, Russland dokumentiert. In der Arsenatnaya Fumarole tritt Berzeliit zusammen mit zahlreichen, sehr seltenen Arsenaten auf.